# 高岡村 (千葉県)
高岡村（たかおかむら）とは、千葉県香取郡にかつて存在した村である。
江戸時代には高岡藩がおかれていた。

## 地理
- 現在の成田市、旧下総町の北部に位置する。
- 村域は台地と平地が入り組む谷戸が多い地形になっている。
- 村は利根川の北岸に位置する。

## 歴史

### 沿革
- 1889年（明治22年）4月1日 - 町村制施行に伴い、大和田村・高岡村・高村・小浮村・野馬込村・小野村が合併し、香取郡高岡村が発足。
- 1955年（昭和30年）2月11日 - 滑河町・小御門村と合併し、下総町が発足。同日高岡村廃止。
- 2006年（平成18年）3月27日 - 下総町が大栄町とともに成田市に編入され、消滅。

変遷表
| 1868年 以前 | 1868年 以前 | 明治22年 4月1日 | 昭和30年 2月11日 | 平成18年 3月27日 | 現在   |
| ----------- | ----------- | --------------- | ---------------- | ---------------- | ------ |
|             | 高岡村      | 高岡村          | 下総町           | 成田市 に編入    | 成田市 |
|             | 大和田村    | 高岡村          | 下総町           | 成田市 に編入    | 成田市 |
|             | 高村        | 高岡村          | 下総町           | 成田市 に編入    | 成田市 |
|             | 小浮村      | 高岡村          | 下総町           | 成田市 に編入    | 成田市 |
|             | 野馬込村    | 高岡村          | 下総町           | 成田市 に編入    | 成田市 |
|             | 小野村      | 高岡村          | 下総町           | 成田市 に編入    | 成田市 |

## 人口
総数 [単位： 人]
| 1891年（明治24年） | 1,965 |